# Зелений Яр (селище)
Зелений Яр (раніше Ґрінфельд, Ґрінталь, Мартина) — селище в Україні, у Веснянській сільській територіальній громаді Миколаївського району Миколаївської області. Населення становить 820 осіб. 
Відстань від Миколаєва — 24 км. Село заснували німецькі колоністи — брати Штумпфи. Їм дуже сподобалась місцевість, що оточена глибокими ярами, тому і назва звідси. Займалися брати землеробством, скотарством, розводили овець, птицю. Добре було розвинене садівництво, виноградарство, городництво.
7 (20) листопада 1917 року, відповідно до Третього Універсалу Української Центральної Ради, увійшло до складу Української Народної Республіки.  
На південно-західній околиці селища бере початок Балка Корениха.